# Habenaria kabompoensis
Habenaria kabompoensis là một loài thực vật có hoa trong họ Lan. Loài này được G.Will. mô tả khoa học đầu tiên năm 1980.